# Bible du Semeur
La Bible du Semeur est une nouvelle traduction de la Bible en français dirigée par le bibliste Alfred Kuen et publiée en 1992. 
Son objectif affiché était d'élaborer une version de la Bible en français du XXe siècle adaptée à la compréhension du plus grand nombre et d'orientation protestante évangélique. 

## Historique
Elle a pour origine un travail de traduction de la Bible effectué par Alfred Kuen dans les années 1970 et intitulé Lettres pour notre temps. Cet ouvrage précurseur avait pour but de refléter la parole biblique dans un langage courant, le plus accessible possible. Plus tard, un « comité de traduction de la Bible du semeur » fut créé afin de reprendre ces travaux en éliminant notamment leur aspect paraphrastique. Ce comité, en relation avec la Société biblique internationale, était composé d'Alfred Kuen lui-même et de trois autres théologiens évangéliques traditionnels : Jacques Buchhold, André Lovérini et Sylvain Romerowski. La Bible du semeur parut en 1992 aux éditions Excelsis.
Une version légèrement révisée est publiée en 2000. Une nouvelle révision est éditée en 2015, consistant en une relecture systématique de la traduction. Cette révision mentionne plus fréquemment les traductions alternatives du texte original. Elle fait aussi marche arrière sur quelques passages fortement reformulés, notamment dans les textes en poésie de l’Ancien Testament, en revenant vers une traduction plus littérale. De même, certains passages du Nouveau Testament, dont la traduction trahissait un point de vue non consensuel, ont été également réécrits en privilégiant le littéralisme.

## Bible d'étude
En 2001, basée sur la version révisée de 2000, fut éditée une version d'étude, la Bible d'étude semeur. Celle-ci comporte un index des personnages bibliques et un index thématique, des illustrations, une douzaine de cartes, des études thématiques, une introduction générale pour chaque livre, des « notes de sections » et des notes en bas de page. C'est Alfred Kuen qui est à l'origine de ces dernières. Selon l'éditeur Excelsis, cette version d'étude a été vendue à 70 000 exemplaires. Enfin, cette Bible aurait été traduite en néerlandais et devrait donc être publiée prochainement dans cette langue.

## Principe de traduction
Elle est basée sur le principe de l'équivalence dynamique ou fonctionnelle (ou idiomatique) qui s'attache à traduire le sens des phrases plutôt que de respecter une correspondance exacte entre les mots du texte original et ceux du texte traduit. L'équivalence dynamique implique l'emploi d'équivalents contemporains aux mots et expressions bibliques. Elle insiste sur la réaction du lecteur aux dépens de l'auteur.